# Punta Uva
Punta Uva är en udde i Costa Rica.   Den ligger i provinsen Limón, i den östra delen av landet, 160 km öster om huvudstaden San José.
Terrängen inåt land är platt. Havet är nära Punta Uva åt nordost. Runt Punta Uva är det glesbefolkat, med 11 invånare per kvadratkilometer. Närmaste större samhälle är Sixaola, 14,6 km sydost om Punta Uva. I omgivningarna runt Punta Uva växer i huvudsak städsegrön lövskog.